# عضة الثعبان

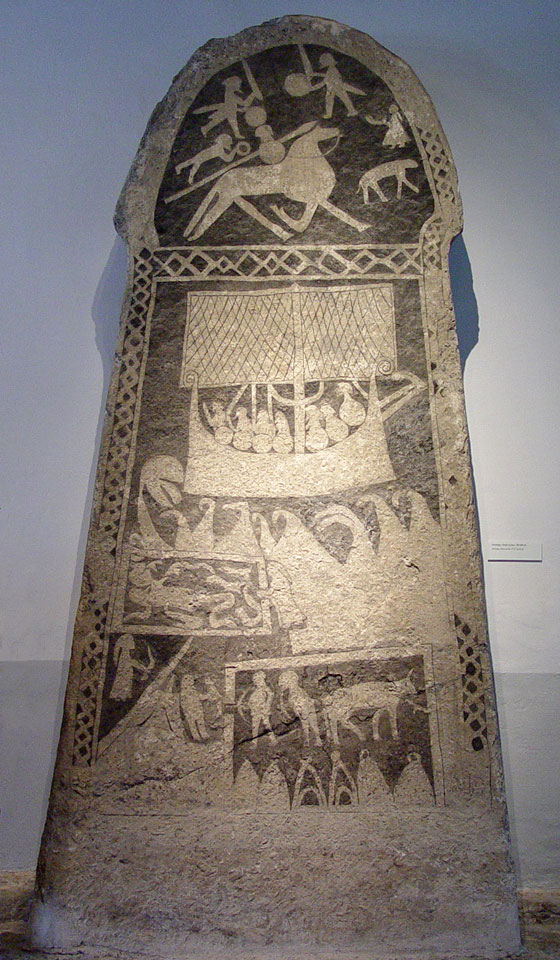
شاهد حجري في جوتلاند، السويد، مع صور من تقاليد ملحمة فولسونغا ونيبيلونغينليد. ويُلاحظ سيغوارد القتيل مع أندفاريناوت على قمة الحجر، وسيدة تضع الثعابين في حفرة ثعبان.

حفرة الثعبان، هي حُفرة مليئة بالثعابين وهي مكان مُرعب للتعذيب حتى الموت في الأساطير الأوروبية والحكايات الخيالية. ويقال إن أمير حرب الفايكنج راغنار لوثبروك قد أُلقي في حفرة الثعابين وتوفي فيها، بعد أن هُزم جيشه في معركة الملك أيل الثاني من نورثمبريا. تقول أسطورة أقدم مسجلة في أتلاكفيا وأودرونارغر أن أتيلا الهوني قتل جونار ملك بورغوندي، في حفرة ثعبان. في قصيدة ألمانية من العصور الوسطى، تم إلقاء ديتريش فون بيرن في حفرة ثعبان من قبل سيغنوت العملاق - وهو محمي من قبل جوهرة سحرية أعطاه له في وقت سابق من قبل قزم.